# Open Invention Network
Open Invention NetworkSM (OIN) — компания, владеющая патентами на ПО экосистемы GNU/Linux и предоставляющая royalty-free лицензии на право использования этих патентов в ряде проектов с открытым исходным кодом. Учреждена в 2005 году.
Компании учредители, передавшие часть своих патентов в собственность OIN: IBM, Novell, Philips, Red Hat, Sony. Позже к группе присоединились десятки других известных корпораций.

## История
В 2007 году к OIN присоединилась Google.
Члены OIN переносят риски ущерба от возможных судебных претензий на саму OIN,
которая гарантирует им судебную защиту. Альтернатива этому — заключение сепаратного соглашения с Microsoft, подобно сделке между Microsoft и Novell.
В деле Oracle против Google (2010—2018, использование API Java в Android) членство в OIN обеих организаций не помешало многолетним судебным спорам с огромными расходами.
В октябре 2018 года корпорация Microsoft присоединилась к Open Invention Network. Известно что при этом не передавались такие патенты, как ФС exFAT, и фонд FSF назвал это действие неполным, призвав корпорацию отказаться от патентов на ПО. Ранее Microsoft получала выплаты за использования многих своих патентов с компаний, зарабатывающих на производных от Linux продуктах. В марте 2019 года Microsoft подала в суд на FIH Mobile (Foxconn) иск о невыплате отчислений за использование патентов по контракту, заключённому в 2013 году. Именно в 2013 году Microsoft объявила о заключении с Hon Hai соглашения о выплате патентных отчислений за использование в устройствах Foxconn операционных систем Android и Chrome OS.
По мнению основателя Open Source Initiative Брюса Перенса, члены OIN, будучи одними из крупнейших держателей патентов в мире, заинтересованы в существовании патентов на программное обеспечение, а OIN существует сколь для защиты Linux от патентов на ПО, столь и для защиты системы патентования ПО от реформы в пользу открытого ПО (англ. Open-Source-driven reform); к тому же, она не поможет против патентных троллей.